# 一指禅
一指禅是中国武术中用一只手指攻击对手的功法，被列为少林七十二绝技之一。
《少林拳术秘诀》中记载有这种功夫的练习方法和功效。其练习方法云：

始则用双推手而变掌为指。继则不用双推等法，每日用左右两食指尖，伸直而按于墙壁上，足自后退，身向前扑，如是则两指受力。...待经过三十余年，日习而不辍，则更进一法，用两指尖着地，直身蹲伏，...如虎之伸腰式。...虽以身蹲伏连扑攒数十次，尚不觉其困。至此境界，其神通真不可思议也。

然而也有说法称一指禅可以达到用一根手指倒立的境界。最为著名传说就是少林寺的海灯法师能够做到。
此外，还有二指禅，也就是用二根手指倒立的功夫。